# محمدظاهر وحدت
محمدظاهر وحدت (زادهٔ: ۱۳۴۷ خورشیدی در سمنگان) سیاستمدار اهل افغانستان است. وی از سال ۱۳۹۴ تا ۱۳۹۷ والی ولایت سرپل بود. در ۸ میزان (مهر) ۱۳۹۷ عبدالقادر آشنا جانشین وی شد.

## زندگی‌نامه
محمدظاهر وحدت فرزند غلام علی در سال ۱۳۴۷ خورشیدی در ولایت سمنگان به دنیا آمد. وی تحصیلات خود را در مقطع ماستر (کارشناسی ارشد) در رشته حقوق بین‌الملل از دانشگاه خصوص پیام نور به اتمام رساند. وی قبل از سمت والی سرپل، مدت‌ها در سمت معاون والی ولایت بلخ فعالیت داشت.

## فعالیت سیاسی
- حمل (فروردین) ۱۳۸۳ تا میزان (مهر) ۱۳۸۳: معاون والی بلخ.[۱]
- ۱۳۸۶ تا ۱۳۹۴: معاون والی بلخ.[۱]
- ۱۸ میزان (مهر) ۱۳۹۴ تا ۸ میزان (مهر) ۱۳۹۷: والی ولایت سرپل.[۱]